# Sound of da Police
Sound of da Police est le second et dernier single du premier album solo du rappeur américain KRS-One, Return of the Boom Bap (1993). Il est diffusé comme single avec en face B Hip-Hop vs. Rap. La chanson est produite par Showbiz depuis D.I.T.C..
La chanson commence avec KRS-One qui chante en évoquant une sirène de police (le « son de la police ») et le son se répète plusieurs fois tout au long de la chanson. Le sample est repris dans de nombreuses autres œuvres. En France par exemple, la proximité entre le titre de la chanson et le terme « assassins de la police » crée une sorte d'illusion auditive popularisée notamment par le DJ Cut Killer dans le film La Haine (1995),.
La chanson a été utilisée dans Top Cops (2010), dans Attack the Block (2011) et dans Angry Birds, le film (2016). Elle est présente dans le jeu vidéo Battlefield Hardline et plus récemment dans un épisode de Brooklyn Nine-Nine.